# Maienfeld
Maienfeld (în retoromană Maiavilla) este o comună cu 2.546 loc. (în 2008), situată la altitudinea de 504 m, în districtul Landquart, cantonul Graubünden din Elveția. Regiunea este un ținut cu vinuri renumite.

## Istoric
Pe teritoriul comunei au fost descoperite urme de așezări omenești preistorice. Prin secolul IV e.n. așezarea este amintită sub numele de Magia, ea fiind un punct de staționare a legiunilor romane, amplasat pe drumul de pe cursul Rinului. În anul 1434, i se acordă privilegiul de oraș, drepturile de târg le deținea însă Malans. De locuitorii regiunii Maienfeld este încă și azi aminitit ca oraș.

## Date geografice
Maienfeld se află la 8 km sud-vest de Sargans, fiind numit al treilea oraș de pe Rin. La vest comuna se învecinează cu Bad Ragaz, Kanton St. Gallen, la nord-vest cu Fläsch, la nord cu Balzers, Triesen  și Schaan, Principatul  Liechtenstein, și Nenzing, Vorarlberg, Austria. Vecinii din est sunt comunele Seewis im Prättigau, la sud-vest, Jenins și Malans, la sud Igis și Zizers, iar la sud-vest comuna Mastrils. Comuna se află la poalele muntelui Falknis (2.560 m) și cuprinde localitățile Bovel, Rofels und St. Luzisteig.

## Evoluția populației
| Anul     | 1850 | 1900 | 1950 | 2000 | 2007 |
| Nr. loc. | 1232 | 1240 | 1568 | 2368 | 2506 |

## Economie
Printre ramurile principale economice care asigură un venit regiunii se numără:
- producerea vinurilor ca Blauburgunder, Weissburgunder (Pinot Blanc), Chardonnay  și Grauburgunder (Pinot Gris).
- creșterea animalelor
- turismul

## Personalități marcante
- Johannes Comander (ca. 1484–1557) teolog
- Theophil Sprecher von Bernegg  (1850–1927) general
- Fritz Tanner (1923–1996) teolog
- John Knittel (1891–1970) scriitor
- Hanspeter Lebrument (* 1941) editor
- Hansjörg Trachsel (* 1948) politician
- Hortensia Gugelberg von Moos (1659-1715) medic, scriitor